# 순천팔마중학교
순천팔마중학교(順天八馬中學校)는 대한민국 전라남도 순천시 해룡면 상삼리에 있는 공립 중학교이다.

## 학교 연혁
- 2001년 3월 1일 : 초대 교장 강대윤 선생 취임
- 2001년 3월 5일 : 개교
- 2022년 9월 1일 : 제11대 김병순 교장 부임
- 2025년 1월 10일 : 제22회 205명 졸업(총 8,098명)

## 참고 자료
- 순천팔마중학교 - 한국교육학술정보원 학교알리미